# Pilosella sect. Pilosella
La sezione  Pilosella sect. Pilosella  Vaill., 1754 è una sezione di piante angiosperme dicotiledoni del genere Pilosella della famiglia delle Asteraceae.

## Etimologia
Il nome generico (Pilosella) deriva dal latino "pilosus" (significa "peloso") e si riferisce all'aspetto piuttosto pubescente di queste piante. Il nome del genere (e quindi della sezione) è stato pubblicato per la prima volta dal botanico francese Sébastien Vaillant (1669-1722) nella pubblicazione "Der Königl[iche] Akademie der Wissenschaften in Paris Anatomische, Chymische und Botanische Abhandlungen - 5: 703. 1754" del 1754.

## Descrizione

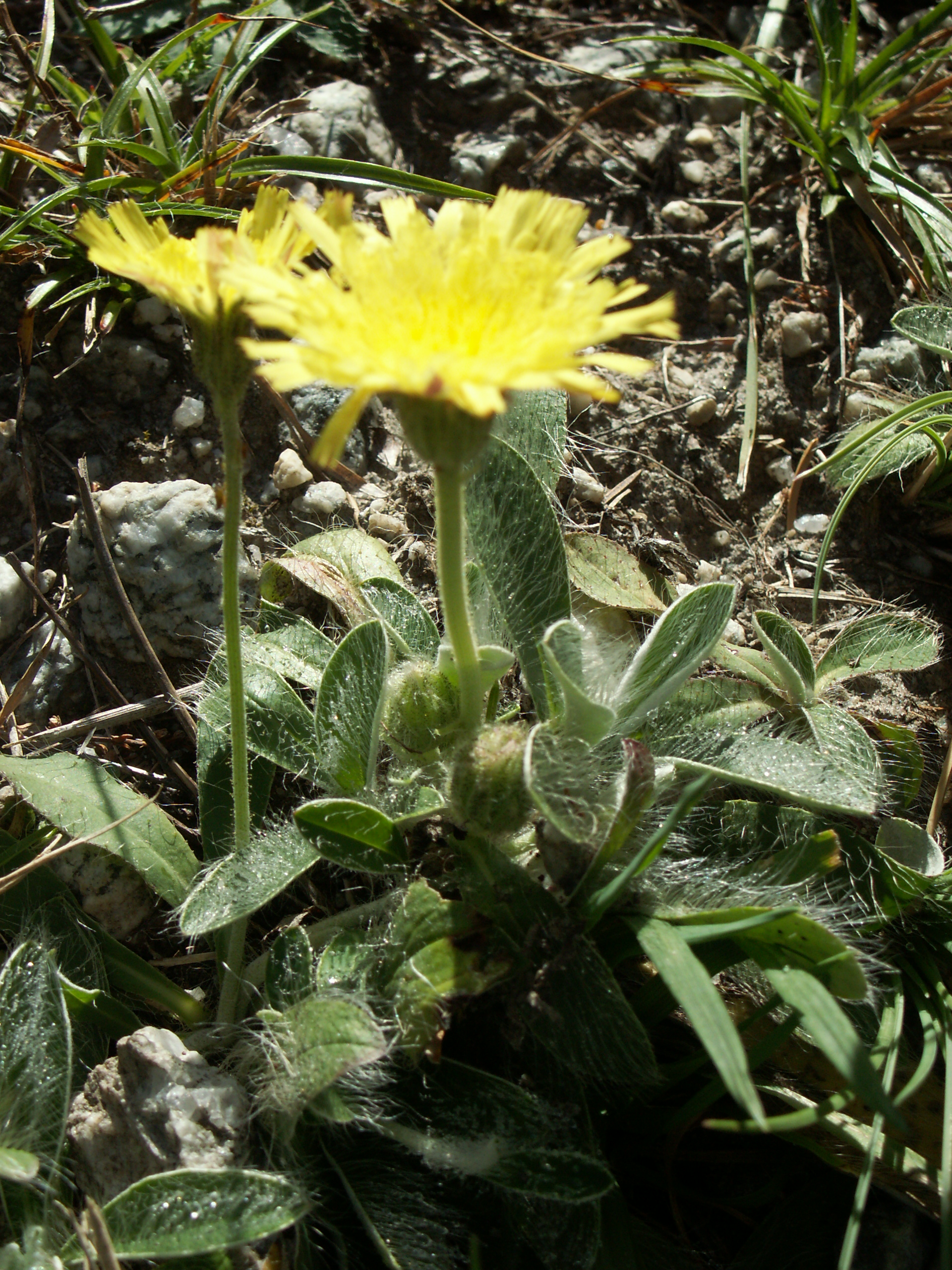
Il portamento
Pilosella peleteriana

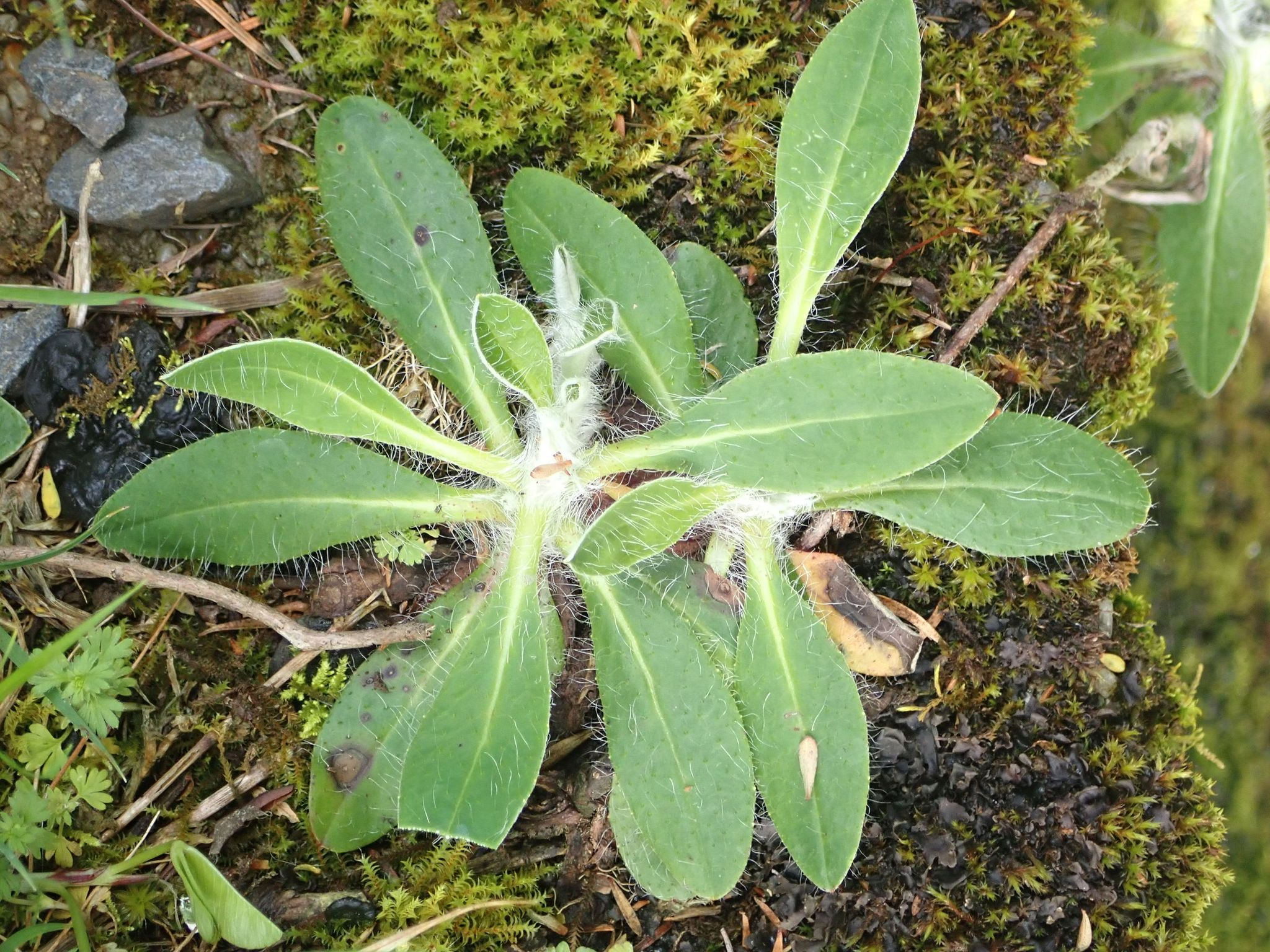
Le foglie
Pilosella officinarum

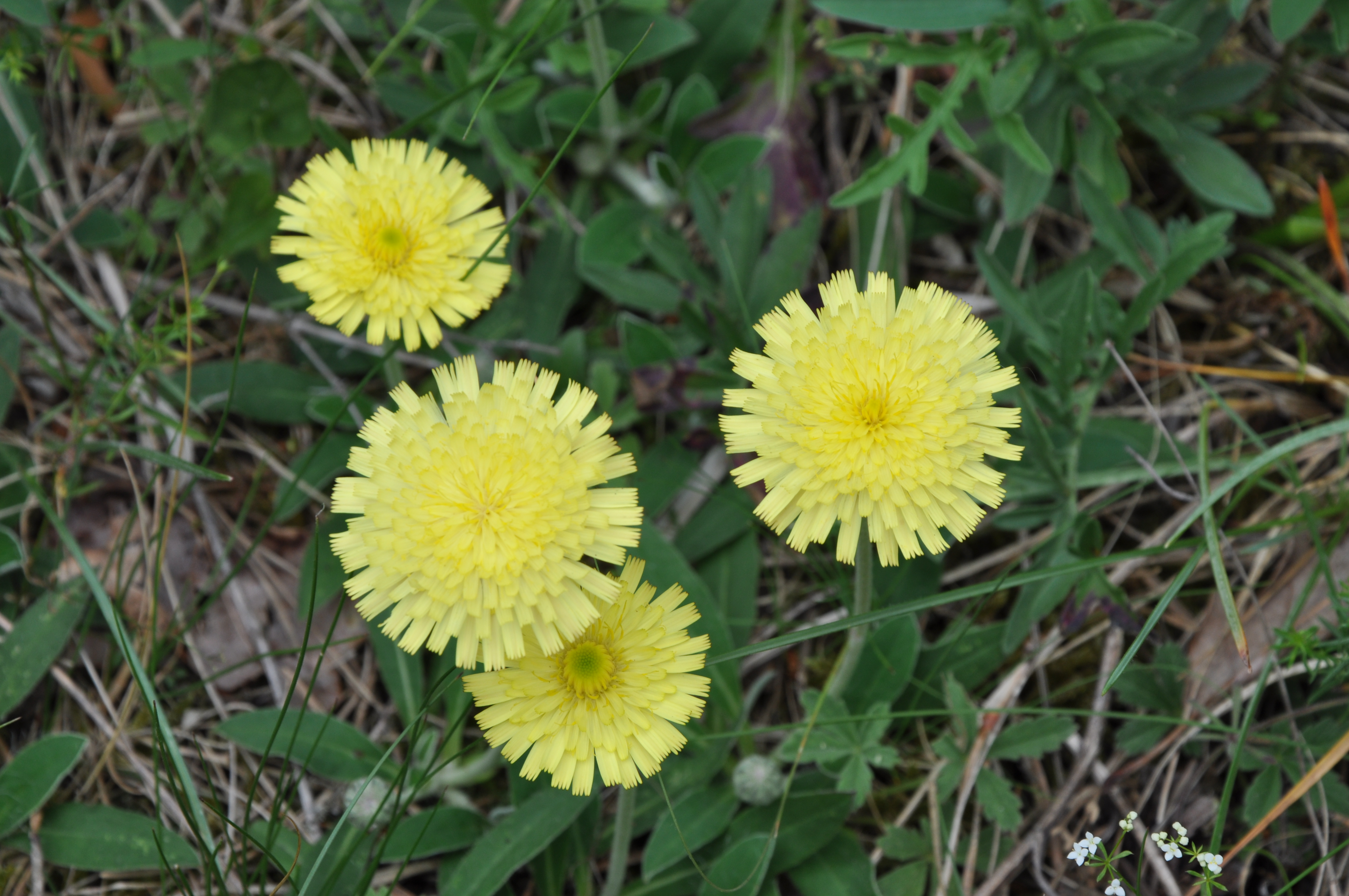
Infiorescenza
Pilosella officinarum

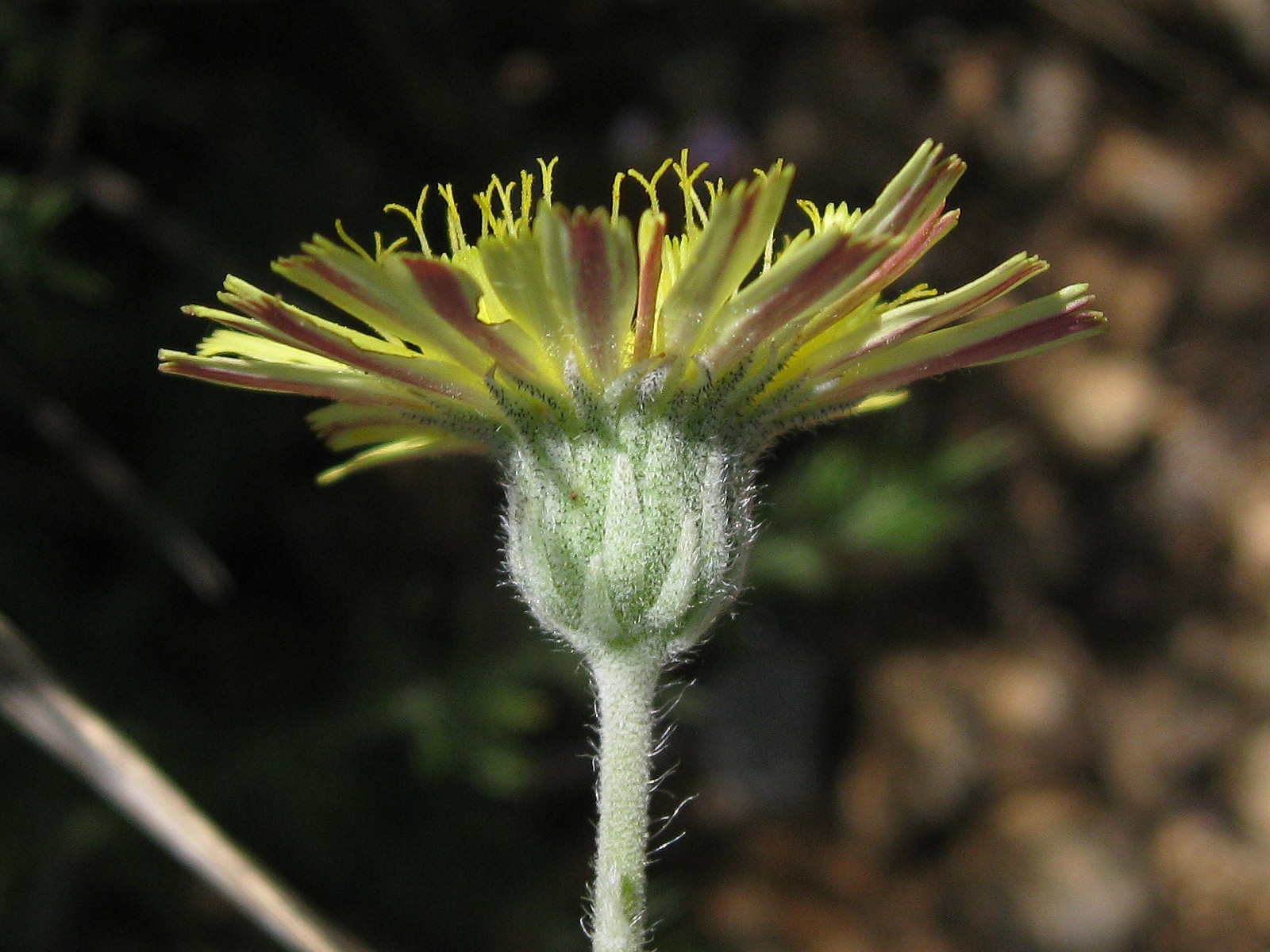
I fiori
Pilosella saussureoides

Habitus. Le specie di questa sezione, con cicli biologici perenni, sono piante erbacee non molto alte. La forma biologica prevalente è emicriptofita rosulata (H ros). Tutte le specie del gruppo sono provviste di latice e possono essere presenti peli ramificati.
Fusto. I fusti, in genere eretti e ascendenti, sono di solito solitari e afilli. Le radici in genere sono di tipo fittonante; possono essere presenti anche delle parti stolonifere (gli stoloni sono o assenti o molto brevi o epigei allungati e più lunghi delle foglie corrispondenti). Altezza delle piante: 10 – 20 cm.
Foglie. Sono presenti sia foglie delle rosette basali che cauline con disposizione alterna. Le foglie basali (da 5 a 8) hanno delle lamine da lanceolato-obovate a lanceolate, sono molli, la faccia superiore è verde, quella inferiore è bianco-tomentosa. Quelle cauline sono poche e ridotte (con forme subulatiformi) o assenti.
Infiorescenza. Le sinflorerescenze sono composte da un solo capolino apicale. I capolini sono formati da un involucro composto da diverse brattee (o squame) all'interno delle quali un ricettacolo fa da base ai fiori ligulati. L'involucro ha una forma da emisferica a cilindrico-ellissoide ed è formato da 2 - 4 serie di brattee verdi (o verde scuro) con forme lanceolato-lineari con apici acuti. Il ricettacolo, alla base dei fiori, è nudo (senza pagliette) e con alveoli brevemente dentati.  Dimensione dell'involucro: 9 – 11 mm.
Fiori. I fiori, tutti ligulati (i fiori tubulosi in genere sono mancanti), sono tetra-ciclici (ossia sono presenti 4 verticilli: calice – corolla – androceo – gineceo) e pentameri (ogni verticillo ha in genere 5 elementi). I fiori sono ermafroditi, fertili e zigomorfi.
- Formula fiorale:

*/x K {\displaystyle \infty }, [C (5), A (5)], G 2 (infero), achenio
- Calice: i sepali del calice sono ridotti ad una coroncina di squame.
- Corolla: le corolle sono formate da un tubo (alla base) e da una ligula terminante con 5 denti; il colore è giallo (possono essere striate di rosso).
- Androceo: gli stami sono 5 con filamenti liberi e distinti, mentre le antere sono saldate in un manicotto (o tubo) circondante lo stilo.[13] Le antere sono codate e allungate con una appendice apicale acuta; i filamenti sono lisci. Il polline è tricolporato.[14]
- Gineceo: lo stilo è lungo, filiforme e peloso sul lato inferiore. Gli stigmi dello stilo sono due divergenti e ricurvi con la superficie stigmatica posizionata internamente (vicino alla base).[15] L'ovario è infero uniloculare formato da 2 carpelli.

Frutti. I frutti sono degli acheni con pappo. Gli acheni, colorati di bruno-nerastro, hanno una forma cilindrica ristretta alla base (ma non all'apice) e privi di becco (non sono compressi); sono inoltre provvisti di 10 coste longitudinali terminanti con un dentello. Il pappo si compone di fragili setole semplici color bianco-sporco su una sola serie. Dimensione degli acheni: 1,9 - 2,1 mm.

## Biologia
- Impollinazione: l'impollinazione avviene tramite insetti (impollinazione entomogama tramite farfalle diurne e notturne).
- Riproduzione: la fecondazione avviene fondamentalmente tramite l'impollinazione dei fiori (vedi sopra).
- Dispersione: i semi (gli acheni) cadendo a terra sono successivamente dispersi soprattutto da insetti tipo formiche (disseminazione mirmecoria). In questo tipo di piante avviene anche un altro tipo di dispersione: zoocoria. Infatti gli uncini delle brattee dell'involucro (se presenti) si agganciano ai peli degli animali di passaggio disperdendo così anche su lunghe distanze i semi della pianta.

## Distribuzione e habitat
La distribuzione in Italia è alpina e appenninica. L'habitat tipico sono i prati aridi, le brughiere, i pendii sassosi e i bordi delle vie.

## Tassonomia
La famiglia di appartenenza di questa voce (Asteraceae o Compositae, nomen conservandum) probabilmente originaria del Sud America, è la più numerosa del mondo vegetale, comprende oltre 23.000 specie distribuite su 1.535 generi, oppure 22.750 specie e 1.530 generi secondo altre fonti (una delle checklist più aggiornata elenca fino a 1.679 generi). La famiglia attualmente (2021) è divisa in 16 sottofamiglie.

### Filogenesi
Il genere di questa voce appartiene alla sottotribù Hieraciinae della tribù Cichorieae (unica tribù della sottofamiglia Cichorioideae). In base ai dati filogenetici la sottofamiglia Cichorioideae è il terz'ultimo gruppo che si è separato dal nucleo delle Asteraceae (gli ultimi due sono Corymbioideae e Asteroideae). La sottotribù Hieraciinae fa parte del "quinto" clade della tribù; in questo clade è posizionata alla base ed è "sorella" al resto del gruppo comprendente, tra le altre, le sottotribù Microseridinae e Cichoriinae. Il nucleo della sottotribù Hieraciinae è l'alleanza Hieracium - Pilosella (comprendenti la quasi totalità delle specie della sottotribù - oltre 3000 specie) e formano (insieme ad altri generi minori) un "gruppo fratello". Alcuni Autori includono in questo gruppo anche i generi Hispidella e Andryala.
I caratteri distintivi per il genere Pilosella sono:
- tutta la piante è densamente pelosa;
- gli acheni hanno 10 coste longitudinali.

Classificazione del genere. Il genere Pilosella è un genere di difficile classificazione in quanto molte specie tendono ad ibridarsi e molto spesso tra una specie e un'altra è presente un "continuam" di caratteri e quindi sono difficilmente separabili. Qui in particolare viene seguita la suddivisione in sezioni del materiale botanico così come sono elencate nell'ultima versione della "Flora d'Italia".
La sezione VIII Pilosella  comprende, relativamente alla flora spontanee a italiana, 7 specie principali e 7 specie secondarie. I caratteri distintivi per le specie di questa sezione sono:
- lo scapo in genere è afillo (senza foglie) monocefalo e lungo da 10 a 20 cm;
- gli stoloni sono assenti o molto brevi o epigei allungati;
- la faccia superiore delle foglie è verde, quella inferiore è bianco-tomentosa.

Il numero cromosomico delle specie della sezione è: 2n = 18, 27, 36, 45, 54, 63, 72, 81 e 90 (specie diploidi, triploidi, tetraploidi, pentaploidi, hexaploidi... decaploidi).

### Specie della flora italiana
Nella flora spontanea italiana, per la sezione di questa voce, sono presenti le seguenti specie (principali e secondarie o derivate):
Specie principale. Pilosella officinarum  Vaill., 1754 - Pelosella: l'altezza massima della pianta è di 10 – 20 cm; il ciclo biologico è perenne; la forma biologica è emicriptofita rosulata (H ros); il tipo corologico è  Europeo (Subatlatico) / Caucasico ; l'habitat tipico sono i prati aridi, le brughiere, i pendii sassosi e i bordi delle vie; in Italia è una specie comune e si trova su tutto il continente fino ad una quota di 2.400 m s.l.m.. Per questa specie sono indicate oltre 600 sottospecie (60 in Italia); la maggior parte comunque di dubbio valore tassonomico.
Caratteri principali: gli stoloni sono lunghi 10 - 20 cm, sia sottili (0,7 mm di diametro) che grossi (2 mm di diametro); l'involucro ha una dimensione di 9 - 11 mm; le brattee dell'involucro hanno un apice da subacuto fino ad acuto.
Specie principale. Pilosella velutina   (Hegetschw.) F.W.Schultz & Sch.Bip., 1862 - Pelosella vellutata: l'altezza massima della pianta è di 10 – 20 cm; il ciclo biologico è perenne; la forma biologica è emicriptofita rosulata (H ros); il tipo corologico è  Ovest Alpico; l'habitat tipico sono i prati aridi su silice e le scarpate erbose; in Italia è una specie rara e si trova nelle Alpi occidentali fino ad una quota compresa tra 500 e 2.800 m s.l.m.. Per questa specie sono indicate 18 sottospecie.
Caratteri principali: la parte superiore delle foglie è ricoperta da fitti peli stelati grigio-verdi quasi bianchi (gli altri caratteri sono simili alla specie P. officinarum).
Specie principale. Pilosella saussureoides   Arv.-Touv. - Pelosella nivea: l'altezza massima della pianta è di 10 –15 cm; il ciclo biologico è perenne; la forma biologica è emicriptofita rosulata (H ros); il tipo corologico è  Orofita - Ovest Mediterraneo; l'habitat tipico sono i prati aridi, le scarpate erbose e le pinete chiare; in Italia è una specie rara e si trova nelle Alpi occidentali fino ad una quota compresa tra 500 e 1.700 m s.l.m.. Per questa specie sono riconosciute XX sottospecie.
Caratteri principali: gli stoloni sono filiformi, pallidi e con diametri di 0,7 - 1 mm con foglie apicali di tipo lineare o squamiforme; il diametro dell'involucro è di 8 - 9 mm; i peli semplici sulle brattee involucrali sono densi, lunghi 1 - 1,5 mm, molli, sericei e bianchi; i peli ghiandolari sulle brattee involucrali sono assenti.
Specie secondarie collegate a Pilosella saussureoides :
| Specie | Caratteri                                                                            | Habitat                  | Distribuzione italiana        | Sottospecie                                              |
| --- | ------------------------------------------------------------------------------------ | ------------------------ | ----------------------------- | -------------------------------------------------------- |
| Pilosella subtardans (Nägeli & Peter) Soják, 1971[23]                                                                                                  | I caratteri sono intermedi tra la specie P. officinarum e la specie P. saussureoides | Prati, pascoli e incolti | Alpi occidentali - Molto rara | 2 sottospecie (solamente la subsp. subtardans in Italia) |
| Pilosella amphipolia (Nägeli & Peter) Gottschl., 2010 (Per alcune checklist questa specie è un sinonimo di Pilosella subtardans subsp. subtardans[24]) | I caratteri sono intermedi tra la specie P. velutina e la specie P. saussureoides    | Prati, pascoli e incolti | Alpi occidentali - Molto rara |                                                          |
Specie principale. Pilosella pseudopilosella (Ten.) Soják, 1971 - Pelosella tirrenica: l'altezza massima della pianta è di 10 – 20 cm; il ciclo biologico è perenne; la forma biologica è emicriptofita rosulata (H ros); il tipo corologico è  Orofita - Mediterraneo; l'habitat tipico sono i prati aridi e i pendii sassosi; in Italia è una specie molto rara e si trova con discontinuità fino ad una quota compresa tra 100 e 2.200 m s.l.m.. Per questa specie sono riconosciute 2 sottospecie presenti in Italia.
Caratteri principali: gli stoloni hanno diametri sottili (0,8 - 1,2 mm); le brattee involucrali sono colorate di verde-tenue e sono scolorite sui margini; le brattee involucrali sono ricoperte interamente da abbondantissimi peli semplici, lunghi 2 - 3 mm, a consistenza da sericea a molle e colorati da grigio fino a grigio-nero, mentre i peli ghiandolosi sono assenti (o sparsi).
Specie principale. Pilosella hoppeana (Schult.) F.W.Schultz & Sch.Bip., 1862 - Pelosella di Hoppe: l'altezza massima della pianta è di 10 – 25 cm; il ciclo biologico è perenne; la forma biologica è emicriptofita rosulata (H ros); il tipo corologico è  Endemico - Est Alpico / Appenninico; l'habitat tipico sono i pascoli subalpini e i prati aridi; in Italia è una specie comune e si trova su tutto il territorio fino ad una quota compresa tra 1.500 e 2.400 m s.l.m.. Per questa specie sono riconosciute 4 sottospecie (2 in Italia).
Caratteri principali: gli stoloni sono brevissimi; le brattee involucrali sono colorate di verde-tenue tendente al grigio-chiaro, sono subappressate, con forme strettamente ovate e apici arrotondati; le brattee involucrali sono ricoperta da peli ghiandolari con peduncoli basali molto grandi e nerastri.
Specie principale. Pilosella leucopsilon (Arv.-Touv.) Gottschl., 2011 - Pelosella con brattee pelose: l'altezza massima della pianta è di 10 – 25 cm; il ciclo biologico è perenne; la forma biologica è emicriptofita rosulata (H ros); il tipo corologico è  Orofita - Nord Est Mediterraneo; l'habitat tipico sono i pascoli magri aridi, le rocce e le pinete; in Italia è una specie rara e si trova su tutto il territorio fino ad una quota compresa tra 70 e 1.400 m s.l.m.. Per questa specie sono riconosciute 2 sottospecie (21 secondo altre ricerche).
Caratteri principali: gli stoloni sono molto brevi (1 - 3 cm); le brattee involucrali sono colorate di verde-tenue per peli semplici e ghiandolari, sono embricate, appressate con forme strettamente ovato-lanceolate e apice da arrotondato (brattee esterne) fino ad ottuso (quelle interne).
Specie secondarie collegate a Pilosella leucopsilon:
| Specie                                     | Caratteri                                                                       | Habitat                   | Distribuzione italiana        | Sottospecie |
| ------------------------------------------ | ------------------------------------------------------------------------------- | ------------------------- | ----------------------------- | ----------- |
| Pilosella hypeurya (Peter) Soják, 1971[28] | I caratteri sono intermedi tra la specie P. officinarum e la specie P. hoppeana | Prati e pascoli subalpini | Alpi e Appennini - Rara       |             |
| Pilosella fainensis Gottschl., 2010[29]    | I caratteri sono intermedi tra la specie P. velutina e la specie P. hoppeana    | Prati e pascoli subalpini | Alpi occidentali - Molto rara |             |
Specie principale. Pilosella peleteriana  (Mérat) F.W.Schultz & Sch.Bip., 1862 - Pelosella di Peletier: l'altezza massima della pianta è di 10 – 25 cm; il ciclo biologico è perenne; la forma biologica è emicriptofita rosulata (H ros); il tipo corologico è  Ovest Europeo; l'habitat tipico sono i prati aridi, i pendii sassosi e le ghiaie; in Italia è una specie comune e si trova nelle Alpi occidentali fino ad una quota compresa tra 200 e 2.500 m s.l.m.. Per questa specie sono riconosciute 3 sottospecie.
Caratteri principali: gli stoloni sono brevi (1 - 3 cm), più o meno ingrossati (1,4 - 2 mm di diametro); le brattee involucrali sono colorate di verde-tenue, sono appressate, con forme ovate (alla base) e quindi lungamente acuminate con apice arrossato.
Specie secondarie collegate a Pilosella peleteriana:
| Specie | Caratteri                                                                            | Habitat                  | Distribuzione italiana        | Sottospecie |
| --- | ------------------------------------------------------------------------------------ | ------------------------ | ----------------------------- | ----------- |
| Pilosella longisquama (Peter) Holub, 1977[31] | I caratteri sono intermedi tra la specie P. officinarum e la specie P. peleteriana   | Prati, pascoli e incolti | Alpi occidentali - Molto rara |             |
| Pilosella macristolona (Nägeli & Peter) Gottschl., 2010 (Per alcune checklist questa specie è un sinonimo di Pilosella longisquama (Peter) Holub[32]) | I caratteri sono intermedi tra la specie P. velutina e la specie P. peleteriana      | Incolti                  | Valle d'Aosta - Molto rara    |             |
| Pilosella portae (Willk. ex T.Durand & B.D.Jacks.) Mateo & Greuter, 2007[33]                                                                          | I caratteri sono intermedi tra la specie P. saussureoides e la specie P. peleteriana | Prati, pascoli e incolti | Alpi occidentali - Molto rara |             |

#### Specie italiane alpine
Alcune specie di questa sezione vivono sull'arco alpino. La tabella seguente mette in evidenza i dati relativi all'habitat, al substrato e alla distribuzione di alcune di queste specie alpine.
| Specie | Comunità vegetali | Piani vegetazionali                | Substrato  | pH     | Livello trofico | H2O   | Ambiente                | Zona alpina      |
| --- | ----------------- | ---------------------------------- | ---------- | ------ | --------------- | ----- | ----------------------- | ---------------- |
| P. hoppeana | 10                | montano subalpino                  | Ca - Si    | neutro | basso           | secco | F2 F5                   | centro-orientale |
| P. officinarum | 9                 | montano subalpino                  | Ca - Si    | neutro | basso           | secco | F2 F5                   | centro-orientale |
| P. peleteriana | 4                 | collinare montano subalpino alpino | Ca/Si      | neutro | basso           | secco | B2 B5 C1 C5 F2 F4 F5 I1 | occidentale      |
| P. pseudopilosella | 9                 | collinare montano                  | Ca - Si    | neutro | basso           | arido | B5 C1 F2                | CN TO            |
| P. saussureoides | 9                 | collinare montano subalpino        | Ca - Ca/Si | basico | basso           | arido | F2                      | CN TO AO         |
| Legenda e note alla tabella. Substrato: con “Ca/Si” si intendono rocce di carattere intermedio (calcari silicei e simili). Zona alpina: vengono prese in considerazione solo le zone alpine del territorio italiano (sono indicate le sigle delle province). Comunità vegetali: 4 = comunità pioniere a terofite e succulente; 9 = comunità a emicriptofite e camefite delle praterie rase magre secche; 10 = comunità delle praterie rase dei piani subalpino e alpino con dominanza di emicriptofite. Ambienti: B2 = ambienti ruderali, scarpate; B5 = rive, vicinanze corsi d'acqua; C1 = ambienti sabbiosi, affioramenti rocciosi; C5 = cave di ghiaia e pietra; F2 = praterie rase, prati e pascoli dal piano collinare al subalpino; F4 = prati e praterie magre rase; F5 = praterie rase subalpine e alpine; I1 = boschi di conifere. |                   |                                    |            |        |                 |       |                         |                  |

#### Chiave per le specie principali
Di seguito viene fornita una chiave analitica dicotomica per individuare le specie principali della flora spontanea italiana:
- 2A: le piante hanno un breve rizoma obliquo senza stoloni (oppure sono brevissimi); le brattee involucrali sono larghe 1,5 - 3,5 mm;

- 3A: la forma delle brettee involucrali varia da lanceolate a ovate, l'apice è ottuso o arrotondato;

- 4A: la pubescenza delle brattee involucrali è formata da peli stellati e ghiandolari colorati da grigio chiaro a nerastro;

Pilosella hoppeana (Schult.) F.W.Schultz & Sch.Bip., 1862 - Pelosella di Hoppe.
- 4B: la pubescenza delle brattee involucrali è formata da peli semplici e ghiandolari colorati dal bianco-verde al pallido;

Pilosella leucopsilon (Arv.-Touv.) Gottschl., 2011 - Pelosella con brattee pelose.
- 3B: la forma delle brettee involucrali è lesiniforme, l'apice è acuto;

Pilosella peleteriana  (Mérat) F.W.Schultz & Sch.Bip., 1862 - Pelosella di Peletier.
- 2B: gli stoloni delle piante sono epigei, sono allungati e portano delle foglie (più piccole delle corrispondenti rosette basali); le brattee dell'involucro sono strette (1 - 2 mm);

- 5A: le brattee sono più o meno pubescenti (ma mai completamente ricoperte); la parte superiore dello scapo è ricoperta da peli ghiandolari;

- 6A: la pubescenza delle brattee involucrali è composta da peli semplici (a volte sono assenti), ghiandolari e stellati; l'involucro è largo 8 - 12 mm;

- 7A: la pagina superiore delle foglie è glabrescente o ricoperta sparsamente, il colore è verde o verde-tenue;

Pilosella officinarum  Vaill., 1754 - Pelosella.
- 7B: entrambe le pagine delle foglie sono ricoperti da fitti peli stellati, il colore è grigio-verde o quasi bianco;

Pilosella velutina   (Hegetschw.) F.W.Schultz & Sch.Bip., 1862 - Pelosella vellutata.
- 6B: la pubescenza delle brattee involucrali è composta da peli semplici e stellati; l'involucro è largo 7 - 10 mm;

Pilosella saussureoides   Arv.-Touv. - Pelosella nivea.
- 5B: le brattee sono ricoperte da un denso tomento lanoso (peli misti semplici e stellati); i peli ghiandolari non sono presenti;

Pilosella pseudopilosella (Ten.) Soják, 1971 - Pelosella tirrenica.